# Lyskväll
Lyskväll (även stugsista, sommarsista eller lysnatta) är en i Sverige relativt ung tradition för att ta farväl av sommaren. Den firas traditionellt den sista lördagskvällen i augusti, främst i Norrland och Mälardalen, genom att man tänder eldar av olika slag längs strandkanten.

## Historik
Traditionen kommer från Finland, där den kallas veneziansk afton eller villaavslutning (i vissa finlandssvenska dialekter motsvarar ordet "villa" ofta det rikssvenska ordet "sommarstuga"). Där handlade det om att man eldade upp gammalt skräp vid stranden innan man lämnade sommarstället i slutet av sommaren och samtidigt tömde man barskåpet och åt upp den mat man hade kvar.
Ursprunget till seden är ett firande i Venedig av att den förödande pestepidemin som utbröt år 1575 var besegrad. Seden kallas därför även "Veneziansk afton".

### Sverige
Lyskvällen kom till Västerbotten redan i slutet av 1960-talet via Västerbotten-Kurirens Bertil Olsson, men den fick ingen spridning utan dog ut.
Traditionen spred sig till Hälsingland sommaren 1990, då den introducerades av Karl-Hjalmar Åker under det finländska namnet Lyskväll på Borka Brygga i Enånger. Vid lyskvällarna är ofta hela strandlinjerna smyckade med ljus kring de större samhällena och fritidsområdena i Hälsingland.
Namnet stugsista tillkom efter en namntävling.